# Giro di Svizzera femminile
Il Giro di Svizzera femminile (ufficialmente Tour de Suisse Women) è una corsa a tappe femminile di ciclismo su strada, disputata annualmente in Svizzera dal 1998 al 2001 e nuovamente dal 2021 come prova del calendario World Tour femminile.

## Storia
La prima edizione ebbe luogo nel 1998. La corsa si tenne fino al 2001, dopodiché venne interrotta. In questa fase la corsa si teneva a settembre (l'edizione del 2000 si tenne tra fine agosto ed inizio settembre).
Fu ripresa nel 2021, spostata a giugno. La prima edizione dopo la ripresa era inserita nel Calendario internazionale femminile UCI come corsa di categoria 2.1; nel 2022 ha fatto parte del circuito UCI Women's ProSeries (categoria 2.Pro); dal 2023 è diventata evento dell'UCI Women's World Tour (categoria 2.WWT).

## Percorso
La corsa è generalmente formata da quattro tappe, con l'eccezione del 2021 quando fu formata da sole due tappe. Nelle edizioni del 1998 e 1999 ci fu anche un prologo. Una delle tappe è di norma una cronometro individuale.

## Albo d'oro
Aggiornato all'edizione 2025.
| Anno      | Vincitrice          | Seconda             | Terza                |
| --------- | ------------------- | ------------------- | -------------------- |
| 1998      | Rasa Polikieviciute | Hanka Kupfernagel   | Karen Kurreck        |
| 1999      | Sulfia Sabirova     | Valentina Polkanova | Tatjana Stjaschkina  |
| 2000      | Sulfia Sabirova     | Rasa Polikieviciute | Valentina Polkanova  |
| 2001      | Kimberly Bruckner   | Tina Liebig         | Ragnhild Kostøl Haug |
| 2002-2020 | Non disputato       | Non disputato       | Non disputato        |
| 2021      | Elizabeth Deignan   | Elise Chabbey       | Marlen Reusser       |
| 2022      | Lucinda Brand       | Kristen Faulkner    | Pauliena Rooijakkers |
| 2023      | Marlen Reusser      | Demi Vollering      | Elisa Longo Borghini |
| 2024      | Demi Vollering      | Neve Bradbury       | Elisa Longo Borghini |
| 2025      | Marlen Reusser      | Demi Vollering      | Katarzyna Niewiadoma |

## Statistiche

### Vittorie per nazione
Aggiornato all'edizione 2025.
| Pos. | Paese         | Vittorie |
| ---- | ------------- | -------- |
| 1    | Paesi Bassi   | 2        |
| 1    | Russia        | 2        |
| 1    | Svizzera      | 2        |
| 4    | Lituania      | 1        |
| 4    | Stati Uniti   | 1        |
| 4    | Gran Bretagna | 1        |